# خورشیدگرفتگی ۲۶ مه ۱۸۵۴
در ۲۶ مه ۱۸۵۴ خورشیدگرفتگی حلقه‌ای رخ داد. خورشید گرفتگی زمانی روی می‌دهد که ماه از بین زمین و خورشید عبور کند و در نتیجه تصویر خورشید یا به‌طور کامل پنهان می‌شود یا نور خورشید بسیار کم می‌شود؛ ولی خورشیدگرفتگی حلقه‌ای زمانی رخ می‌دهد که قطر ظاهری ماه کوچک‌تر از خورشید بشود که باعث می‌شود بیشتر نور خورشید مسدود شده و خورشید شبیه تاج به نظر برسد.

## افق دید
مسیر خورشید گرفتگی بین مرز ایالات متحده و کانادا بوده‌است.

## مشاهدات
| داگرئوتایپ خورشیدگرفتگی |
|                         |